# Гончаренко, Нина Ивановна
Гончаренко Нина Ивановна (20 августа 1919, Покровцы — 28 февраля 1996) — советская и украинская оперная певица (меццо-сопрано), народная артистка УССР (1954).

## Биография
В 1944 году окончила Киевскую консерваторию по классу Д. Евтушенко.
На сцене Киевского театра оперы и балета выступала 25 лет — с 1944 по 1969 год, исполняла ведущие партии в операх:
- Бизе — «Кармен», Кармен,
- Верди — «Аида», Амнерис,
- Ш. Гуно — «Фауст», Зибель,
- Данькевича — «Богдан Хмельницкий», Соломия, Варвара,
- Лысенко — «Рождественская ночь», «Тарас Бульба», Солоха, Настя,
- Римского-Корсакова — «Царская невеста», Любаша,
- Чайковского — «Евгений Онегин», «Пиковая дама» — Ольга, Полина.

Выступала на концертах, исполняла народные песни, произведения украинских, русских и зарубежных композиторов.
В 1963 году записано на грампластинку: романс Я. Степного «Утоптала тропинку» — на слова Т. Г. Шевченко, две арии — Варвары из оперы «Богдан Хмельницкий» Кирилла Данькевича и Насти — опера «Наймичка» Михаила Вериковского.
В 1961—1968 годах работала как педагог кафедры сольного пения Киевской консерватории.
В 1970 году оставила сцену.

## Награды
- орден Ленина (24.11.1960)
- орден Трудового Красного Знамени (30.06.1951)[2]
- медали